# Twardzioszek przydrożny
Twardzioszek przydrożny (Marasmius oreades (Bolton) Fr.) – gatunek grzybów, należący do rodziny twardzioszkowatych (Marasmiaceae).

## Systematyka i nazewnictwo
Pozycja w klasyfikacji według Index Fungorum: Marasmiaceae, Agaricales, Agaricomycetidae, Agaricomycetes, Agaricomycotina, Basidiomycota, Fungi.
Po raz pierwszy takson ten zdiagnozował w 1792 r. James Bolton nadając mu nazwę Agaricus oreades. Obecną, uznaną przez Index Fungorum nazwę nadał mu w 1836 r. Elias Fries, przenosząc go do rodzaju Marasmius.
Synonimy naukowe:

- Agaricus coriaceus Lightf. 1777
- Agaricus oreades Bolton 1792
- Agaricus oreades var. albidus Schultz 1878
- Agaricus oreades Bolton, Hist. fung. Halifax 1792 var. oreades
- Agaricus pratensis Huds. 1778
- Agaricus pseudomouceron Bull. 1812
- Chamaeceras albidus (Schulzer) Kuntze 1898
- Collybia oreades (Bolton) P. Kumm. 1871
- Scorteus oreades (Fr.) Earle 1909

Nazwę polską podał Franciszek Błoński w 1889 r. W polskim piśmiennictwie mykologicznym gatunek ten opisywany był też jako nicniczka, podróżniczka, przydróżka, tanecznica, wieruszka, zwiędlak przydrożny.

## Morfologia
Kapelusz
Średnicy 1–4 (do 6) cm, barwy skórzastożółtej lub ochrowobrązowawej (suchy bledszy, białawy), higrofaniczny, z brzegiem prążkowanym przez prześwitujące blaszki, gładki i nagi. Za młodu stożkowaty, później wypukły, w dojrzałym owocniku płaski, często z tępym garbkiem pośrodku.
Blaszki
Blaszki bardzo rzadkie, białawe, po deszczu ochrowe, podczas suszy kremowe, po zwilżeniu nieco ciemniejsze.
Trzon
Wysokość 6–7 cm, grubość ok. 0,5 cm. Jest cylindryczny, pełny, elastyczny, niełamliwy, bladoochrowy, białawożółtawy.
Miąższ
Bladożółty. Cienki, biały, nie zmieniający zabarwienia po przekrojeniu. Ma przyjemny grzybowy zapach i delikatny smak.
Wysyp zarodników
Biały. Zarodniki o średnicy 7–10 × 4–6 µm, jajowate, gładkie, bezbarwne.

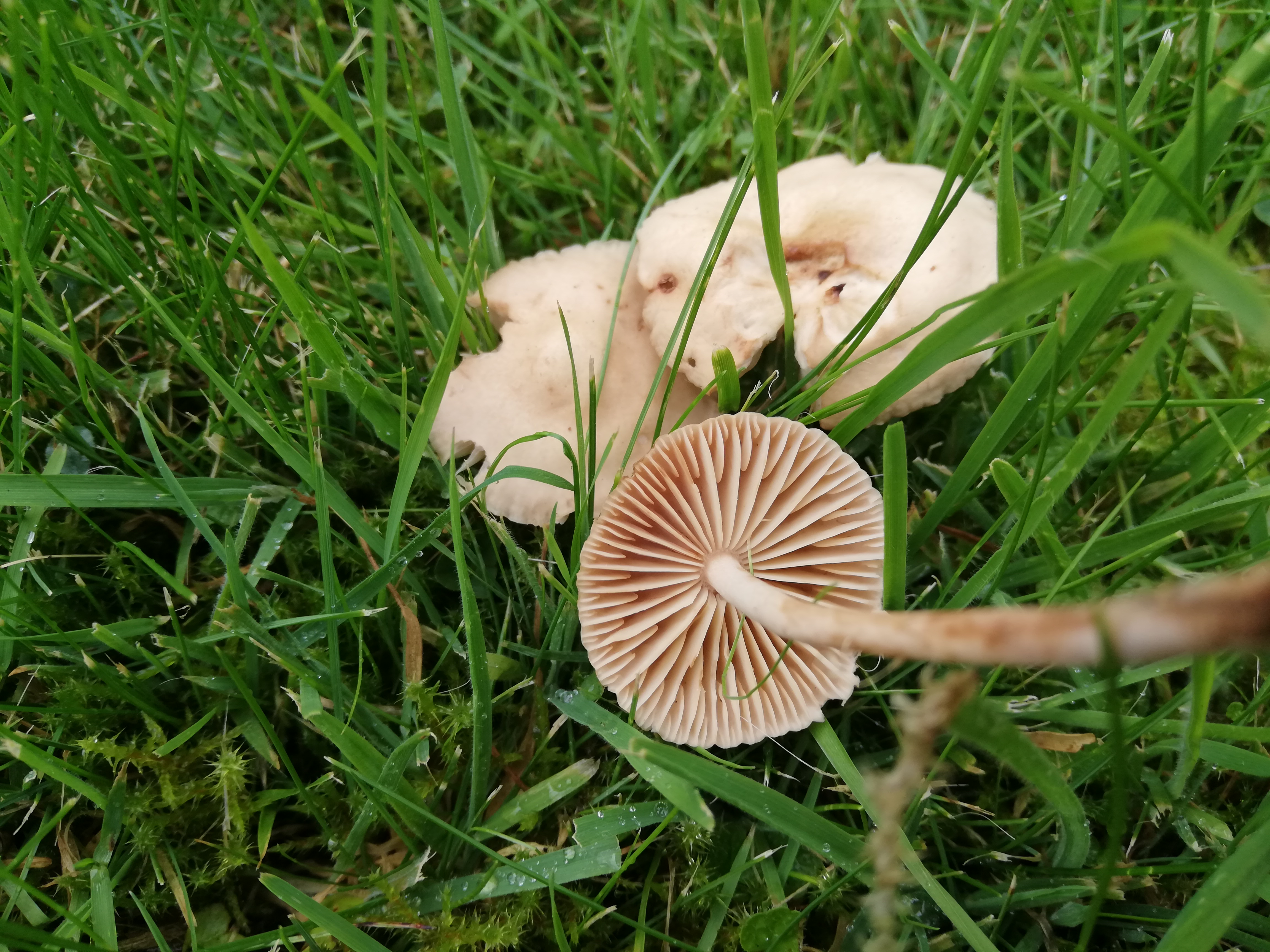
Blaszki
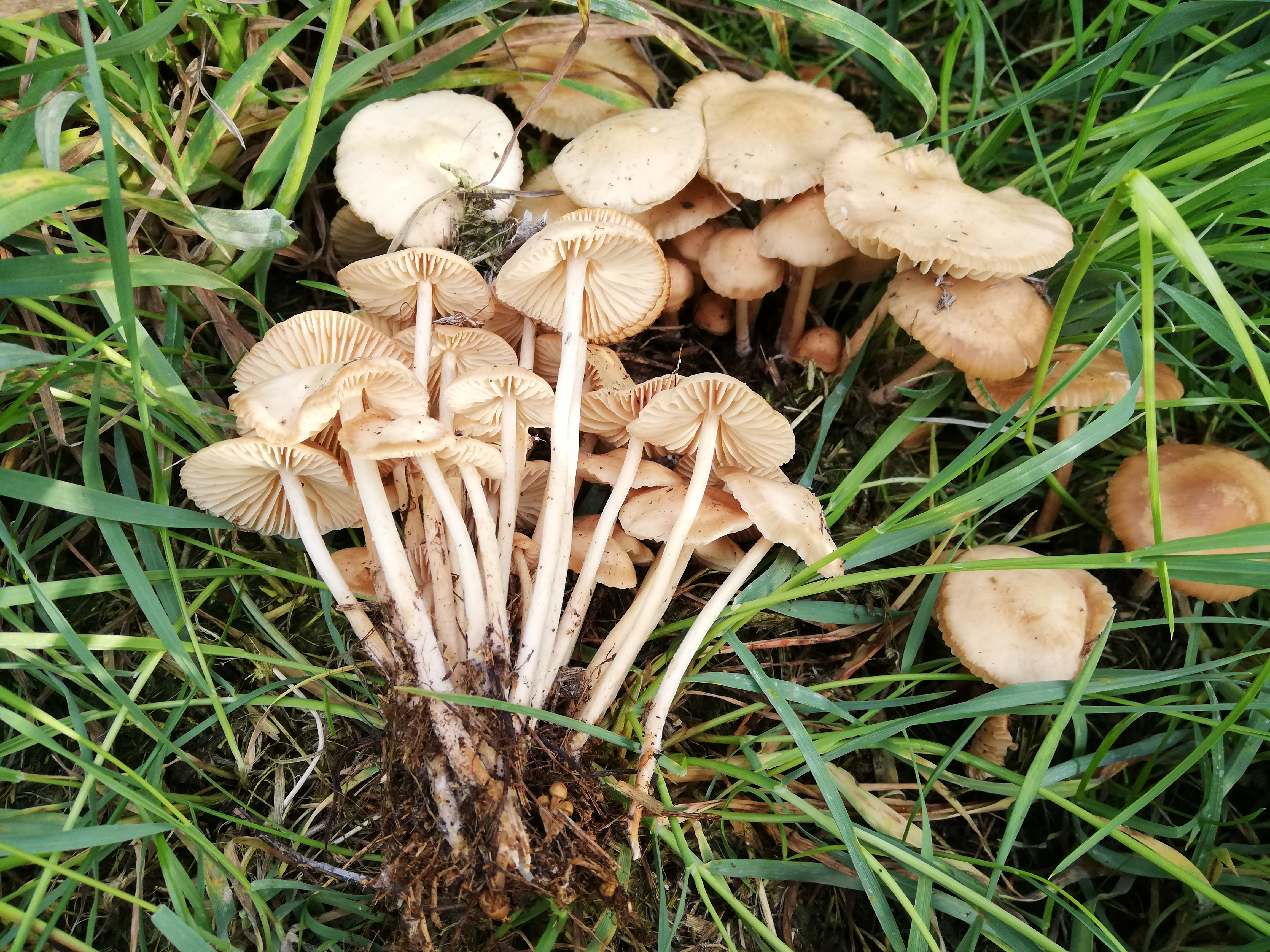
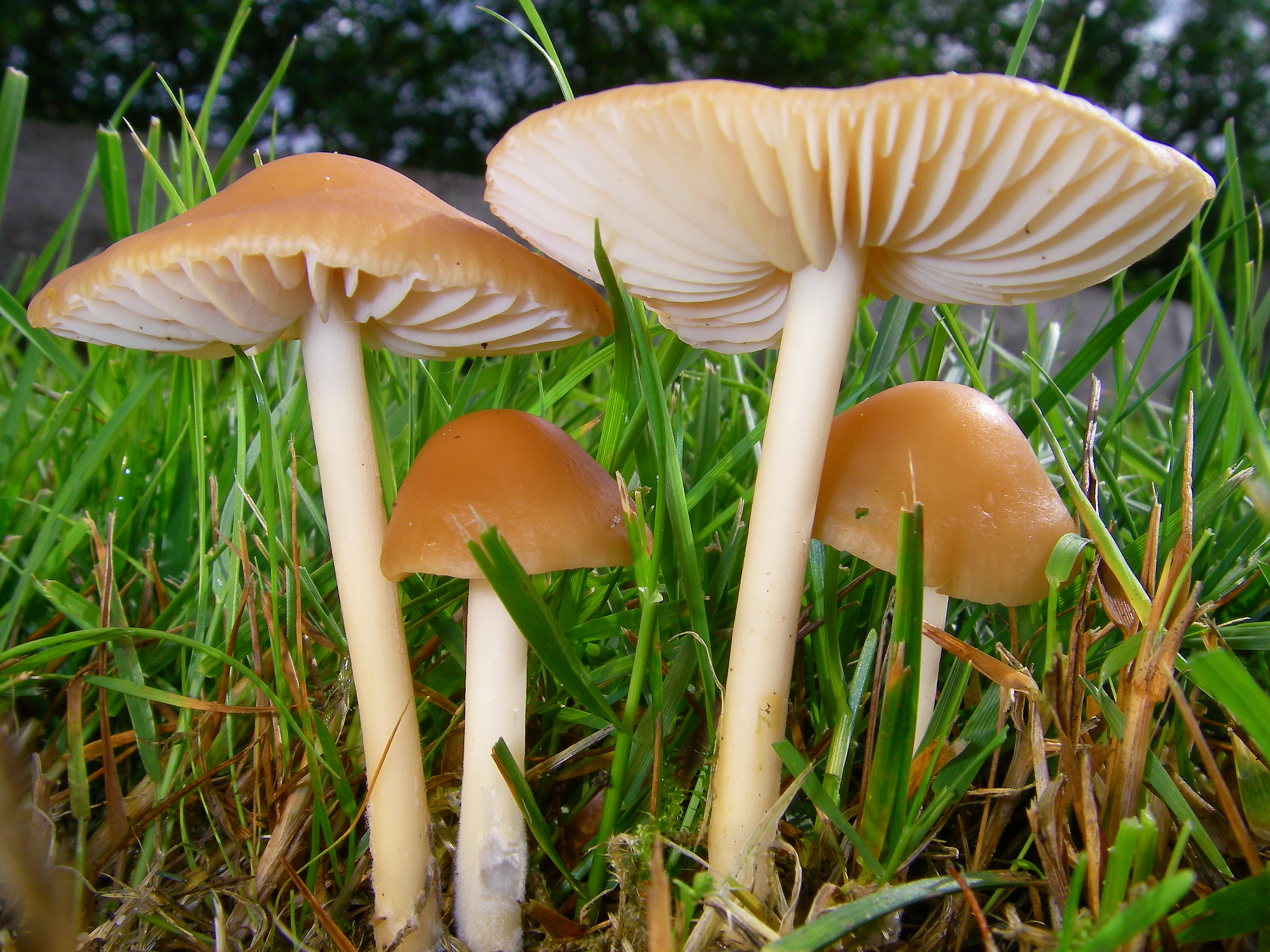
Mokre kapelusze mają ciemniejszy odcień
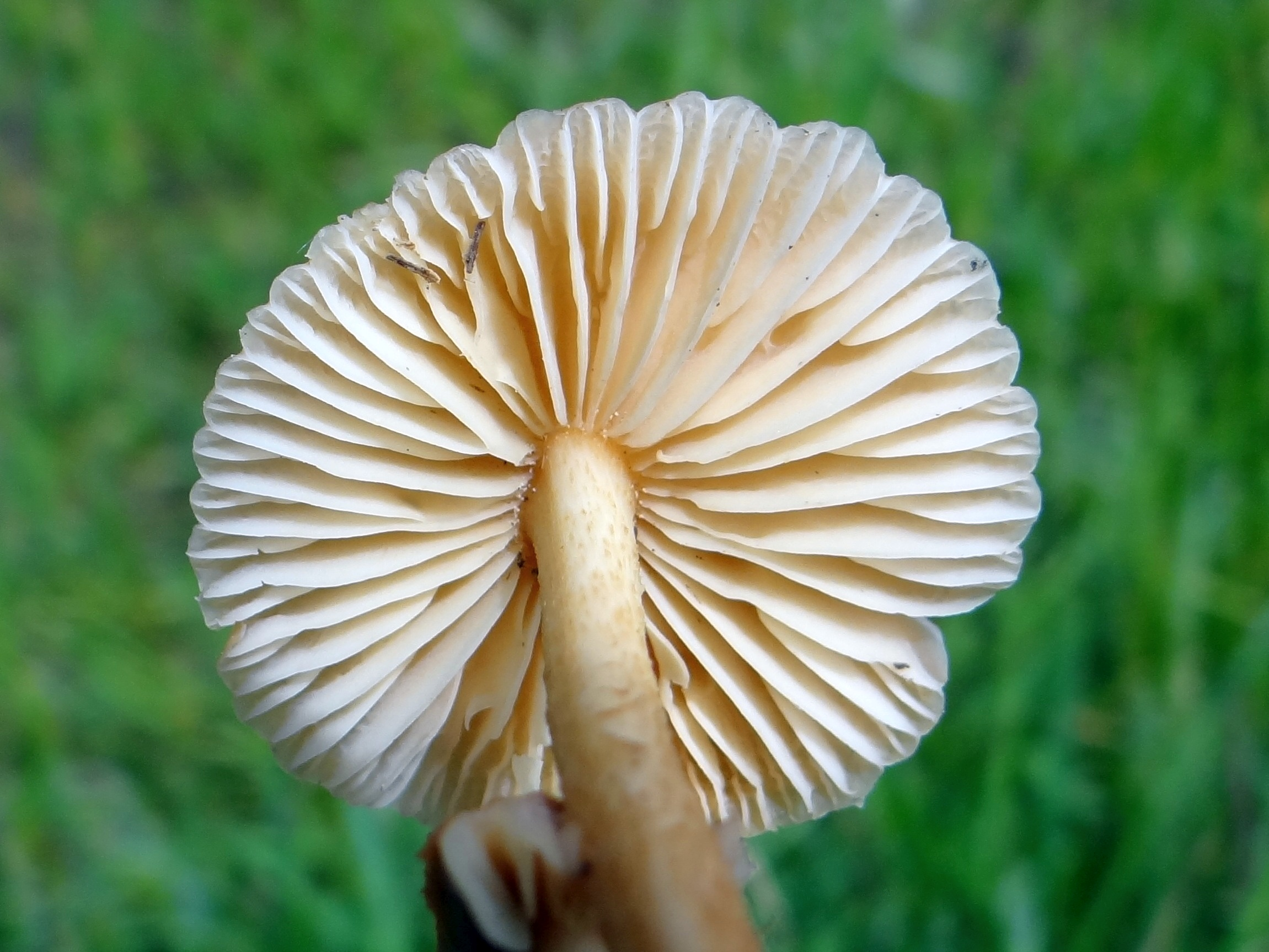
Blaszki
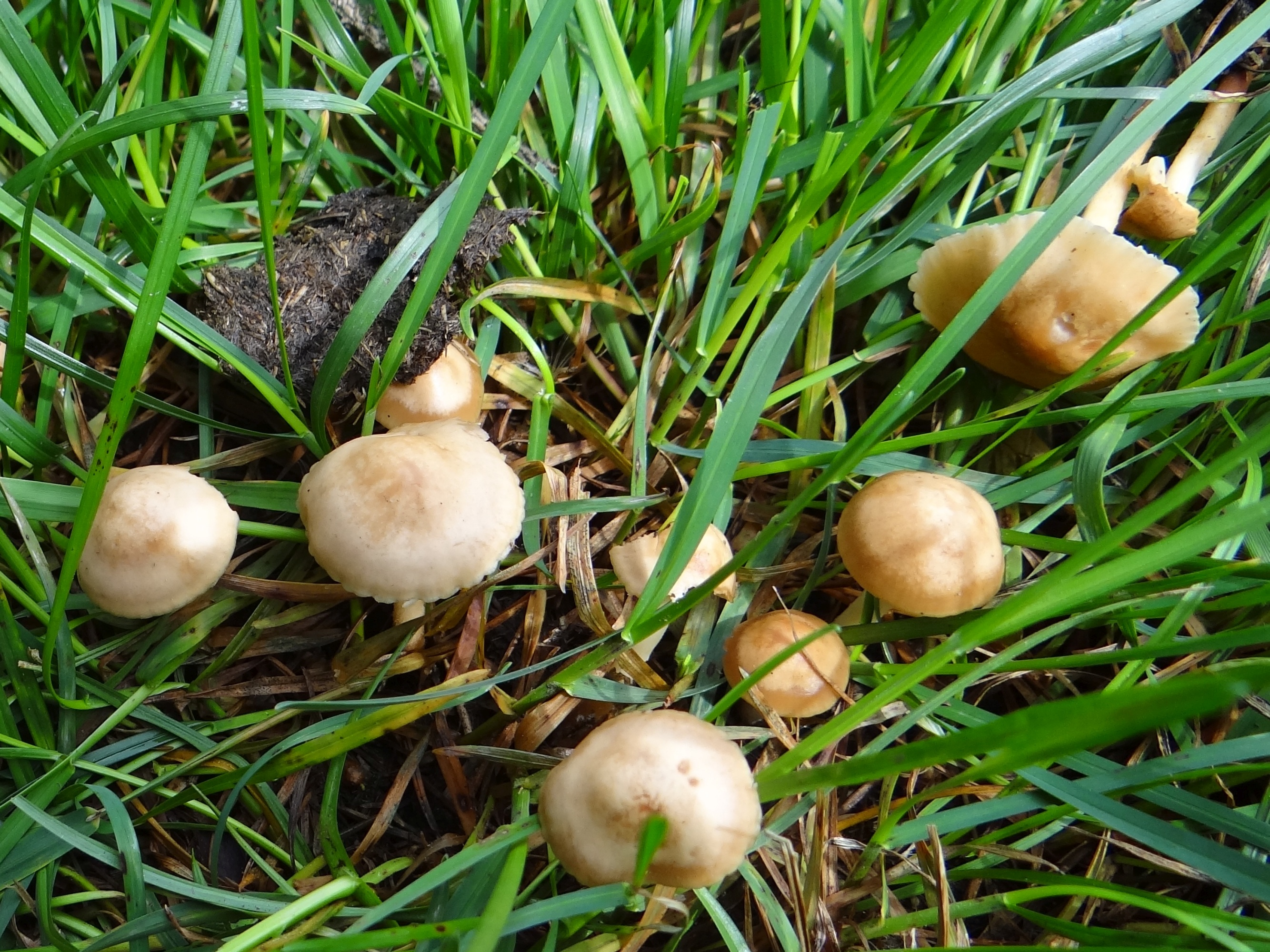
Zazwyczaj występuje gromadnie
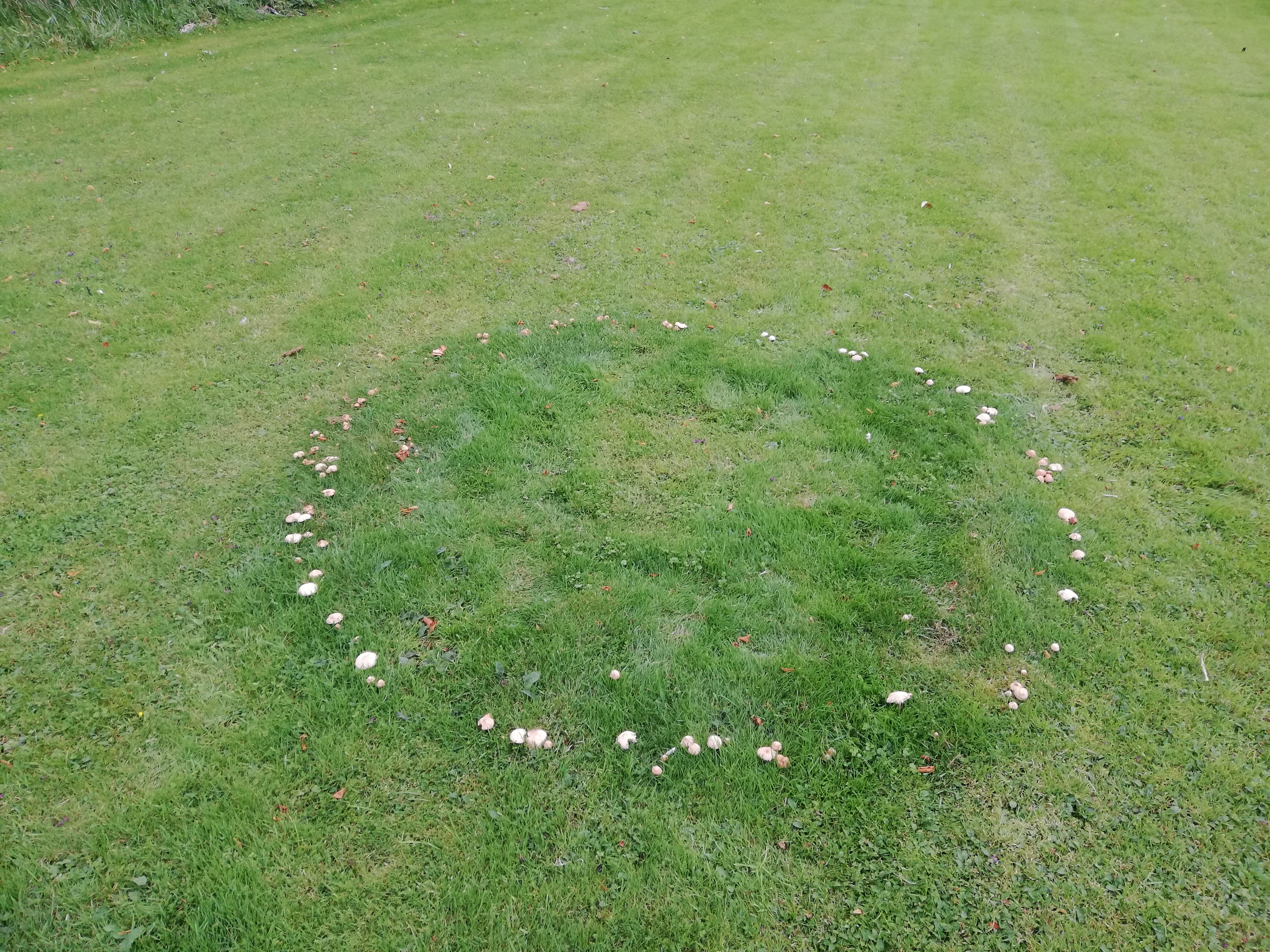
Owocniki twardzioszka przydrożnego bardzo często tworzą tzw. "czarcie kręgi"

## Występowanie i siedlisko
Występuje w umiarkowanej strefie na całej półkuli północnej, a także w Australii. W Europie Środkowej twardzioszek przydrożny jest bardzo pospolity, w Polsce również.
Rośnie na łąkach, pastwiskach, przy polnych ścieżkach, na skraju lasów. Wytwarza owocniki od maja do listopada. Owocniki twardzioszka często tworzą czarcie koła. Niekiedy osiągają one średnicę 20 cm. Jego grzybnia wydziela amoniak barwiący trawę w jej otoczeniu na niebieskawozielony kolor i powodujący jej obumieranie. Duża ilość, pochodzących z nawozów sztucznych związków azotowych w glebie nie sprzyja występowaniu tego gatunku, dlatego też rośnie on głównie na mało lub średnio urodzajnej glebie.

## Znaczenie
Saprotrof. Grzyb jadalny. Do celów konsumpcyjnych używa się wyłącznie kapeluszy, odrzucając łykowate trzonki. W smaku łagodny, o orzechowym posmaku, nadaje się głównie do zup, sosów. Zawiera mniej wody, niż inne grzyby i z tego powodu nadaje się także do suszenia. W jednym z atlasów w 1909 r. tak pisano o tym gatunku: "Z powodu jego miłego, aromatycznego, przyjemnego smaku zalicza się on do najsmaczniejszych grzybów jadalnych". Należy jednak uważać przy jego zbieraniu, może być bowiem pomylony z niektórymi trującymi lejkówkami i grzybówkami, które rosną na takich samych siedliskach.
Z owocników wyizolowano kwas marazmowy. Jest to związek seskwiterpenowy o właściwościach antybakteryjnych i fungistatycznych. M.in. hamuje wzrost gronkowca złocistego (Staphylococcus aureus) i pałeczki okrężnicy (Escherichia coli).

## Gatunki podobne
- niektóre lejkówki. Różnią się przyrośniętymi i mocno zbiegającymi blaszkami[5]. Mają też mniej elastyczny trzon, gęściej wyrastające blaszki, oszroniony kapelusz i inny zapach[7].
- łysostopek cierpki (Gymnopus peronata)